# Kelliella bruuni
Kelliella bruuni is een tweekleppigensoort uit de familie van de Kelliellidae. De wetenschappelijke naam van de soort is voor het eerst geldig gepubliceerd in 1969 door Filatova.